# Димитрова тема
Те́ма Димитрова — тема в шаховій композиції триходового жанру. Суть теми — щонайменше два хибні сліди (ходи)  білих з загрозою мата спростовуються чорними фігурами шляхом зв'язуванням білої фігури. В рішенні чорні фігури самі зв'язуються, внаслідок чого білі можуть оголосити мати, що були загрозами в спробах.

## Історія
Цю ідею запропонував в середині ХХ століття болгарський шаховий композитор Микола Димитров (19.10.1929 — 23.02.2014).
Білі роблять, як мінімум, дві спроби з загрозою мата, але чорні ці хибні сліди спростовують зв'язуванням тематичної білої фігури. В рішенні білі змушують чорних в захистах зв'язувати свої фігури, які спростовували загрози в хибних слідах, в результаті чого проходять мати, які були загрозами в хибній грі.
Ідея дістала назву — тема Димитрова.
|   | a | b | c | d | e | f | g | h |   |
| 8 | a8 білий король · e8 чорний король · a7 чорний пішак · b7 чорний пішак · e7 білий пішак · a6 білий ферзь · b6 білий пішак · d6 чорний пішак · e6 білий пішак · f6 білий слон · g6 білий пішак · b5 білий пішак · c5 чорний пішак · h4 чорний кінь · g3 чорна тура · b2 білий кінь · e2 білий слон · b1 чорний слон · g1 чорний слон | a8 білий король · e8 чорний король · a7 чорний пішак · b7 чорний пішак · e7 білий пішак · a6 білий ферзь · b6 білий пішак · d6 чорний пішак · e6 білий пішак · f6 білий слон · g6 білий пішак · b5 білий пішак · c5 чорний пішак · h4 чорний кінь · g3 чорна тура · b2 білий кінь · e2 білий слон · b1 чорний слон · g1 чорний слон | a8 білий король · e8 чорний король · a7 чорний пішак · b7 чорний пішак · e7 білий пішак · a6 білий ферзь · b6 білий пішак · d6 чорний пішак · e6 білий пішак · f6 білий слон · g6 білий пішак · b5 білий пішак · c5 чорний пішак · h4 чорний кінь · g3 чорна тура · b2 білий кінь · e2 білий слон · b1 чорний слон · g1 чорний слон | a8 білий король · e8 чорний король · a7 чорний пішак · b7 чорний пішак · e7 білий пішак · a6 білий ферзь · b6 білий пішак · d6 чорний пішак · e6 білий пішак · f6 білий слон · g6 білий пішак · b5 білий пішак · c5 чорний пішак · h4 чорний кінь · g3 чорна тура · b2 білий кінь · e2 білий слон · b1 чорний слон · g1 чорний слон | a8 білий король · e8 чорний король · a7 чорний пішак · b7 чорний пішак · e7 білий пішак · a6 білий ферзь · b6 білий пішак · d6 чорний пішак · e6 білий пішак · f6 білий слон · g6 білий пішак · b5 білий пішак · c5 чорний пішак · h4 чорний кінь · g3 чорна тура · b2 білий кінь · e2 білий слон · b1 чорний слон · g1 чорний слон | a8 білий король · e8 чорний король · a7 чорний пішак · b7 чорний пішак · e7 білий пішак · a6 білий ферзь · b6 білий пішак · d6 чорний пішак · e6 білий пішак · f6 білий слон · g6 білий пішак · b5 білий пішак · c5 чорний пішак · h4 чорний кінь · g3 чорна тура · b2 білий кінь · e2 білий слон · b1 чорний слон · g1 чорний слон | a8 білий король · e8 чорний король · a7 чорний пішак · b7 чорний пішак · e7 білий пішак · a6 білий ферзь · b6 білий пішак · d6 чорний пішак · e6 білий пішак · f6 білий слон · g6 білий пішак · b5 білий пішак · c5 чорний пішак · h4 чорний кінь · g3 чорна тура · b2 білий кінь · e2 білий слон · b1 чорний слон · g1 чорний слон | a8 білий король · e8 чорний король · a7 чорний пішак · b7 чорний пішак · e7 білий пішак · a6 білий ферзь · b6 білий пішак · d6 чорний пішак · e6 білий пішак · f6 білий слон · g6 білий пішак · b5 білий пішак · c5 чорний пішак · h4 чорний кінь · g3 чорна тура · b2 білий кінь · e2 білий слон · b1 чорний слон · g1 чорний слон | 8 |
| 7 | a8 білий король · e8 чорний король · a7 чорний пішак · b7 чорний пішак · e7 білий пішак · a6 білий ферзь · b6 білий пішак · d6 чорний пішак · e6 білий пішак · f6 білий слон · g6 білий пішак · b5 білий пішак · c5 чорний пішак · h4 чорний кінь · g3 чорна тура · b2 білий кінь · e2 білий слон · b1 чорний слон · g1 чорний слон | a8 білий король · e8 чорний король · a7 чорний пішак · b7 чорний пішак · e7 білий пішак · a6 білий ферзь · b6 білий пішак · d6 чорний пішак · e6 білий пішак · f6 білий слон · g6 білий пішак · b5 білий пішак · c5 чорний пішак · h4 чорний кінь · g3 чорна тура · b2 білий кінь · e2 білий слон · b1 чорний слон · g1 чорний слон | a8 білий король · e8 чорний король · a7 чорний пішак · b7 чорний пішак · e7 білий пішак · a6 білий ферзь · b6 білий пішак · d6 чорний пішак · e6 білий пішак · f6 білий слон · g6 білий пішак · b5 білий пішак · c5 чорний пішак · h4 чорний кінь · g3 чорна тура · b2 білий кінь · e2 білий слон · b1 чорний слон · g1 чорний слон | a8 білий король · e8 чорний король · a7 чорний пішак · b7 чорний пішак · e7 білий пішак · a6 білий ферзь · b6 білий пішак · d6 чорний пішак · e6 білий пішак · f6 білий слон · g6 білий пішак · b5 білий пішак · c5 чорний пішак · h4 чорний кінь · g3 чорна тура · b2 білий кінь · e2 білий слон · b1 чорний слон · g1 чорний слон | a8 білий король · e8 чорний король · a7 чорний пішак · b7 чорний пішак · e7 білий пішак · a6 білий ферзь · b6 білий пішак · d6 чорний пішак · e6 білий пішак · f6 білий слон · g6 білий пішак · b5 білий пішак · c5 чорний пішак · h4 чорний кінь · g3 чорна тура · b2 білий кінь · e2 білий слон · b1 чорний слон · g1 чорний слон | a8 білий король · e8 чорний король · a7 чорний пішак · b7 чорний пішак · e7 білий пішак · a6 білий ферзь · b6 білий пішак · d6 чорний пішак · e6 білий пішак · f6 білий слон · g6 білий пішак · b5 білий пішак · c5 чорний пішак · h4 чорний кінь · g3 чорна тура · b2 білий кінь · e2 білий слон · b1 чорний слон · g1 чорний слон | a8 білий король · e8 чорний король · a7 чорний пішак · b7 чорний пішак · e7 білий пішак · a6 білий ферзь · b6 білий пішак · d6 чорний пішак · e6 білий пішак · f6 білий слон · g6 білий пішак · b5 білий пішак · c5 чорний пішак · h4 чорний кінь · g3 чорна тура · b2 білий кінь · e2 білий слон · b1 чорний слон · g1 чорний слон | a8 білий король · e8 чорний король · a7 чорний пішак · b7 чорний пішак · e7 білий пішак · a6 білий ферзь · b6 білий пішак · d6 чорний пішак · e6 білий пішак · f6 білий слон · g6 білий пішак · b5 білий пішак · c5 чорний пішак · h4 чорний кінь · g3 чорна тура · b2 білий кінь · e2 білий слон · b1 чорний слон · g1 чорний слон | 7 |
| 6 | a8 білий король · e8 чорний король · a7 чорний пішак · b7 чорний пішак · e7 білий пішак · a6 білий ферзь · b6 білий пішак · d6 чорний пішак · e6 білий пішак · f6 білий слон · g6 білий пішак · b5 білий пішак · c5 чорний пішак · h4 чорний кінь · g3 чорна тура · b2 білий кінь · e2 білий слон · b1 чорний слон · g1 чорний слон | a8 білий король · e8 чорний король · a7 чорний пішак · b7 чорний пішак · e7 білий пішак · a6 білий ферзь · b6 білий пішак · d6 чорний пішак · e6 білий пішак · f6 білий слон · g6 білий пішак · b5 білий пішак · c5 чорний пішак · h4 чорний кінь · g3 чорна тура · b2 білий кінь · e2 білий слон · b1 чорний слон · g1 чорний слон | a8 білий король · e8 чорний король · a7 чорний пішак · b7 чорний пішак · e7 білий пішак · a6 білий ферзь · b6 білий пішак · d6 чорний пішак · e6 білий пішак · f6 білий слон · g6 білий пішак · b5 білий пішак · c5 чорний пішак · h4 чорний кінь · g3 чорна тура · b2 білий кінь · e2 білий слон · b1 чорний слон · g1 чорний слон | a8 білий король · e8 чорний король · a7 чорний пішак · b7 чорний пішак · e7 білий пішак · a6 білий ферзь · b6 білий пішак · d6 чорний пішак · e6 білий пішак · f6 білий слон · g6 білий пішак · b5 білий пішак · c5 чорний пішак · h4 чорний кінь · g3 чорна тура · b2 білий кінь · e2 білий слон · b1 чорний слон · g1 чорний слон | a8 білий король · e8 чорний король · a7 чорний пішак · b7 чорний пішак · e7 білий пішак · a6 білий ферзь · b6 білий пішак · d6 чорний пішак · e6 білий пішак · f6 білий слон · g6 білий пішак · b5 білий пішак · c5 чорний пішак · h4 чорний кінь · g3 чорна тура · b2 білий кінь · e2 білий слон · b1 чорний слон · g1 чорний слон | a8 білий король · e8 чорний король · a7 чорний пішак · b7 чорний пішак · e7 білий пішак · a6 білий ферзь · b6 білий пішак · d6 чорний пішак · e6 білий пішак · f6 білий слон · g6 білий пішак · b5 білий пішак · c5 чорний пішак · h4 чорний кінь · g3 чорна тура · b2 білий кінь · e2 білий слон · b1 чорний слон · g1 чорний слон | a8 білий король · e8 чорний король · a7 чорний пішак · b7 чорний пішак · e7 білий пішак · a6 білий ферзь · b6 білий пішак · d6 чорний пішак · e6 білий пішак · f6 білий слон · g6 білий пішак · b5 білий пішак · c5 чорний пішак · h4 чорний кінь · g3 чорна тура · b2 білий кінь · e2 білий слон · b1 чорний слон · g1 чорний слон | a8 білий король · e8 чорний король · a7 чорний пішак · b7 чорний пішак · e7 білий пішак · a6 білий ферзь · b6 білий пішак · d6 чорний пішак · e6 білий пішак · f6 білий слон · g6 білий пішак · b5 білий пішак · c5 чорний пішак · h4 чорний кінь · g3 чорна тура · b2 білий кінь · e2 білий слон · b1 чорний слон · g1 чорний слон | 6 |
| 5 | a8 білий король · e8 чорний король · a7 чорний пішак · b7 чорний пішак · e7 білий пішак · a6 білий ферзь · b6 білий пішак · d6 чорний пішак · e6 білий пішак · f6 білий слон · g6 білий пішак · b5 білий пішак · c5 чорний пішак · h4 чорний кінь · g3 чорна тура · b2 білий кінь · e2 білий слон · b1 чорний слон · g1 чорний слон | a8 білий король · e8 чорний король · a7 чорний пішак · b7 чорний пішак · e7 білий пішак · a6 білий ферзь · b6 білий пішак · d6 чорний пішак · e6 білий пішак · f6 білий слон · g6 білий пішак · b5 білий пішак · c5 чорний пішак · h4 чорний кінь · g3 чорна тура · b2 білий кінь · e2 білий слон · b1 чорний слон · g1 чорний слон | a8 білий король · e8 чорний король · a7 чорний пішак · b7 чорний пішак · e7 білий пішак · a6 білий ферзь · b6 білий пішак · d6 чорний пішак · e6 білий пішак · f6 білий слон · g6 білий пішак · b5 білий пішак · c5 чорний пішак · h4 чорний кінь · g3 чорна тура · b2 білий кінь · e2 білий слон · b1 чорний слон · g1 чорний слон | a8 білий король · e8 чорний король · a7 чорний пішак · b7 чорний пішак · e7 білий пішак · a6 білий ферзь · b6 білий пішак · d6 чорний пішак · e6 білий пішак · f6 білий слон · g6 білий пішак · b5 білий пішак · c5 чорний пішак · h4 чорний кінь · g3 чорна тура · b2 білий кінь · e2 білий слон · b1 чорний слон · g1 чорний слон | a8 білий король · e8 чорний король · a7 чорний пішак · b7 чорний пішак · e7 білий пішак · a6 білий ферзь · b6 білий пішак · d6 чорний пішак · e6 білий пішак · f6 білий слон · g6 білий пішак · b5 білий пішак · c5 чорний пішак · h4 чорний кінь · g3 чорна тура · b2 білий кінь · e2 білий слон · b1 чорний слон · g1 чорний слон | a8 білий король · e8 чорний король · a7 чорний пішак · b7 чорний пішак · e7 білий пішак · a6 білий ферзь · b6 білий пішак · d6 чорний пішак · e6 білий пішак · f6 білий слон · g6 білий пішак · b5 білий пішак · c5 чорний пішак · h4 чорний кінь · g3 чорна тура · b2 білий кінь · e2 білий слон · b1 чорний слон · g1 чорний слон | a8 білий король · e8 чорний король · a7 чорний пішак · b7 чорний пішак · e7 білий пішак · a6 білий ферзь · b6 білий пішак · d6 чорний пішак · e6 білий пішак · f6 білий слон · g6 білий пішак · b5 білий пішак · c5 чорний пішак · h4 чорний кінь · g3 чорна тура · b2 білий кінь · e2 білий слон · b1 чорний слон · g1 чорний слон | a8 білий король · e8 чорний король · a7 чорний пішак · b7 чорний пішак · e7 білий пішак · a6 білий ферзь · b6 білий пішак · d6 чорний пішак · e6 білий пішак · f6 білий слон · g6 білий пішак · b5 білий пішак · c5 чорний пішак · h4 чорний кінь · g3 чорна тура · b2 білий кінь · e2 білий слон · b1 чорний слон · g1 чорний слон | 5 |
| 4 | a8 білий король · e8 чорний король · a7 чорний пішак · b7 чорний пішак · e7 білий пішак · a6 білий ферзь · b6 білий пішак · d6 чорний пішак · e6 білий пішак · f6 білий слон · g6 білий пішак · b5 білий пішак · c5 чорний пішак · h4 чорний кінь · g3 чорна тура · b2 білий кінь · e2 білий слон · b1 чорний слон · g1 чорний слон | a8 білий король · e8 чорний король · a7 чорний пішак · b7 чорний пішак · e7 білий пішак · a6 білий ферзь · b6 білий пішак · d6 чорний пішак · e6 білий пішак · f6 білий слон · g6 білий пішак · b5 білий пішак · c5 чорний пішак · h4 чорний кінь · g3 чорна тура · b2 білий кінь · e2 білий слон · b1 чорний слон · g1 чорний слон | a8 білий король · e8 чорний король · a7 чорний пішак · b7 чорний пішак · e7 білий пішак · a6 білий ферзь · b6 білий пішак · d6 чорний пішак · e6 білий пішак · f6 білий слон · g6 білий пішак · b5 білий пішак · c5 чорний пішак · h4 чорний кінь · g3 чорна тура · b2 білий кінь · e2 білий слон · b1 чорний слон · g1 чорний слон | a8 білий король · e8 чорний король · a7 чорний пішак · b7 чорний пішак · e7 білий пішак · a6 білий ферзь · b6 білий пішак · d6 чорний пішак · e6 білий пішак · f6 білий слон · g6 білий пішак · b5 білий пішак · c5 чорний пішак · h4 чорний кінь · g3 чорна тура · b2 білий кінь · e2 білий слон · b1 чорний слон · g1 чорний слон | a8 білий король · e8 чорний король · a7 чорний пішак · b7 чорний пішак · e7 білий пішак · a6 білий ферзь · b6 білий пішак · d6 чорний пішак · e6 білий пішак · f6 білий слон · g6 білий пішак · b5 білий пішак · c5 чорний пішак · h4 чорний кінь · g3 чорна тура · b2 білий кінь · e2 білий слон · b1 чорний слон · g1 чорний слон | a8 білий король · e8 чорний король · a7 чорний пішак · b7 чорний пішак · e7 білий пішак · a6 білий ферзь · b6 білий пішак · d6 чорний пішак · e6 білий пішак · f6 білий слон · g6 білий пішак · b5 білий пішак · c5 чорний пішак · h4 чорний кінь · g3 чорна тура · b2 білий кінь · e2 білий слон · b1 чорний слон · g1 чорний слон | a8 білий король · e8 чорний король · a7 чорний пішак · b7 чорний пішак · e7 білий пішак · a6 білий ферзь · b6 білий пішак · d6 чорний пішак · e6 білий пішак · f6 білий слон · g6 білий пішак · b5 білий пішак · c5 чорний пішак · h4 чорний кінь · g3 чорна тура · b2 білий кінь · e2 білий слон · b1 чорний слон · g1 чорний слон | a8 білий король · e8 чорний король · a7 чорний пішак · b7 чорний пішак · e7 білий пішак · a6 білий ферзь · b6 білий пішак · d6 чорний пішак · e6 білий пішак · f6 білий слон · g6 білий пішак · b5 білий пішак · c5 чорний пішак · h4 чорний кінь · g3 чорна тура · b2 білий кінь · e2 білий слон · b1 чорний слон · g1 чорний слон | 4 |
| 3 | a8 білий король · e8 чорний король · a7 чорний пішак · b7 чорний пішак · e7 білий пішак · a6 білий ферзь · b6 білий пішак · d6 чорний пішак · e6 білий пішак · f6 білий слон · g6 білий пішак · b5 білий пішак · c5 чорний пішак · h4 чорний кінь · g3 чорна тура · b2 білий кінь · e2 білий слон · b1 чорний слон · g1 чорний слон | a8 білий король · e8 чорний король · a7 чорний пішак · b7 чорний пішак · e7 білий пішак · a6 білий ферзь · b6 білий пішак · d6 чорний пішак · e6 білий пішак · f6 білий слон · g6 білий пішак · b5 білий пішак · c5 чорний пішак · h4 чорний кінь · g3 чорна тура · b2 білий кінь · e2 білий слон · b1 чорний слон · g1 чорний слон | a8 білий король · e8 чорний король · a7 чорний пішак · b7 чорний пішак · e7 білий пішак · a6 білий ферзь · b6 білий пішак · d6 чорний пішак · e6 білий пішак · f6 білий слон · g6 білий пішак · b5 білий пішак · c5 чорний пішак · h4 чорний кінь · g3 чорна тура · b2 білий кінь · e2 білий слон · b1 чорний слон · g1 чорний слон | a8 білий король · e8 чорний король · a7 чорний пішак · b7 чорний пішак · e7 білий пішак · a6 білий ферзь · b6 білий пішак · d6 чорний пішак · e6 білий пішак · f6 білий слон · g6 білий пішак · b5 білий пішак · c5 чорний пішак · h4 чорний кінь · g3 чорна тура · b2 білий кінь · e2 білий слон · b1 чорний слон · g1 чорний слон | a8 білий король · e8 чорний король · a7 чорний пішак · b7 чорний пішак · e7 білий пішак · a6 білий ферзь · b6 білий пішак · d6 чорний пішак · e6 білий пішак · f6 білий слон · g6 білий пішак · b5 білий пішак · c5 чорний пішак · h4 чорний кінь · g3 чорна тура · b2 білий кінь · e2 білий слон · b1 чорний слон · g1 чорний слон | a8 білий король · e8 чорний король · a7 чорний пішак · b7 чорний пішак · e7 білий пішак · a6 білий ферзь · b6 білий пішак · d6 чорний пішак · e6 білий пішак · f6 білий слон · g6 білий пішак · b5 білий пішак · c5 чорний пішак · h4 чорний кінь · g3 чорна тура · b2 білий кінь · e2 білий слон · b1 чорний слон · g1 чорний слон | a8 білий король · e8 чорний король · a7 чорний пішак · b7 чорний пішак · e7 білий пішак · a6 білий ферзь · b6 білий пішак · d6 чорний пішак · e6 білий пішак · f6 білий слон · g6 білий пішак · b5 білий пішак · c5 чорний пішак · h4 чорний кінь · g3 чорна тура · b2 білий кінь · e2 білий слон · b1 чорний слон · g1 чорний слон | a8 білий король · e8 чорний король · a7 чорний пішак · b7 чорний пішак · e7 білий пішак · a6 білий ферзь · b6 білий пішак · d6 чорний пішак · e6 білий пішак · f6 білий слон · g6 білий пішак · b5 білий пішак · c5 чорний пішак · h4 чорний кінь · g3 чорна тура · b2 білий кінь · e2 білий слон · b1 чорний слон · g1 чорний слон | 3 |
| 2 | a8 білий король · e8 чорний король · a7 чорний пішак · b7 чорний пішак · e7 білий пішак · a6 білий ферзь · b6 білий пішак · d6 чорний пішак · e6 білий пішак · f6 білий слон · g6 білий пішак · b5 білий пішак · c5 чорний пішак · h4 чорний кінь · g3 чорна тура · b2 білий кінь · e2 білий слон · b1 чорний слон · g1 чорний слон | a8 білий король · e8 чорний король · a7 чорний пішак · b7 чорний пішак · e7 білий пішак · a6 білий ферзь · b6 білий пішак · d6 чорний пішак · e6 білий пішак · f6 білий слон · g6 білий пішак · b5 білий пішак · c5 чорний пішак · h4 чорний кінь · g3 чорна тура · b2 білий кінь · e2 білий слон · b1 чорний слон · g1 чорний слон | a8 білий король · e8 чорний король · a7 чорний пішак · b7 чорний пішак · e7 білий пішак · a6 білий ферзь · b6 білий пішак · d6 чорний пішак · e6 білий пішак · f6 білий слон · g6 білий пішак · b5 білий пішак · c5 чорний пішак · h4 чорний кінь · g3 чорна тура · b2 білий кінь · e2 білий слон · b1 чорний слон · g1 чорний слон | a8 білий король · e8 чорний король · a7 чорний пішак · b7 чорний пішак · e7 білий пішак · a6 білий ферзь · b6 білий пішак · d6 чорний пішак · e6 білий пішак · f6 білий слон · g6 білий пішак · b5 білий пішак · c5 чорний пішак · h4 чорний кінь · g3 чорна тура · b2 білий кінь · e2 білий слон · b1 чорний слон · g1 чорний слон | a8 білий король · e8 чорний король · a7 чорний пішак · b7 чорний пішак · e7 білий пішак · a6 білий ферзь · b6 білий пішак · d6 чорний пішак · e6 білий пішак · f6 білий слон · g6 білий пішак · b5 білий пішак · c5 чорний пішак · h4 чорний кінь · g3 чорна тура · b2 білий кінь · e2 білий слон · b1 чорний слон · g1 чорний слон | a8 білий король · e8 чорний король · a7 чорний пішак · b7 чорний пішак · e7 білий пішак · a6 білий ферзь · b6 білий пішак · d6 чорний пішак · e6 білий пішак · f6 білий слон · g6 білий пішак · b5 білий пішак · c5 чорний пішак · h4 чорний кінь · g3 чорна тура · b2 білий кінь · e2 білий слон · b1 чорний слон · g1 чорний слон | a8 білий король · e8 чорний король · a7 чорний пішак · b7 чорний пішак · e7 білий пішак · a6 білий ферзь · b6 білий пішак · d6 чорний пішак · e6 білий пішак · f6 білий слон · g6 білий пішак · b5 білий пішак · c5 чорний пішак · h4 чорний кінь · g3 чорна тура · b2 білий кінь · e2 білий слон · b1 чорний слон · g1 чорний слон | a8 білий король · e8 чорний король · a7 чорний пішак · b7 чорний пішак · e7 білий пішак · a6 білий ферзь · b6 білий пішак · d6 чорний пішак · e6 білий пішак · f6 білий слон · g6 білий пішак · b5 білий пішак · c5 чорний пішак · h4 чорний кінь · g3 чорна тура · b2 білий кінь · e2 білий слон · b1 чорний слон · g1 чорний слон | 2 |
| 1 | a8 білий король · e8 чорний король · a7 чорний пішак · b7 чорний пішак · e7 білий пішак · a6 білий ферзь · b6 білий пішак · d6 чорний пішак · e6 білий пішак · f6 білий слон · g6 білий пішак · b5 білий пішак · c5 чорний пішак · h4 чорний кінь · g3 чорна тура · b2 білий кінь · e2 білий слон · b1 чорний слон · g1 чорний слон | a8 білий король · e8 чорний король · a7 чорний пішак · b7 чорний пішак · e7 білий пішак · a6 білий ферзь · b6 білий пішак · d6 чорний пішак · e6 білий пішак · f6 білий слон · g6 білий пішак · b5 білий пішак · c5 чорний пішак · h4 чорний кінь · g3 чорна тура · b2 білий кінь · e2 білий слон · b1 чорний слон · g1 чорний слон | a8 білий король · e8 чорний король · a7 чорний пішак · b7 чорний пішак · e7 білий пішак · a6 білий ферзь · b6 білий пішак · d6 чорний пішак · e6 білий пішак · f6 білий слон · g6 білий пішак · b5 білий пішак · c5 чорний пішак · h4 чорний кінь · g3 чорна тура · b2 білий кінь · e2 білий слон · b1 чорний слон · g1 чорний слон | a8 білий король · e8 чорний король · a7 чорний пішак · b7 чорний пішак · e7 білий пішак · a6 білий ферзь · b6 білий пішак · d6 чорний пішак · e6 білий пішак · f6 білий слон · g6 білий пішак · b5 білий пішак · c5 чорний пішак · h4 чорний кінь · g3 чорна тура · b2 білий кінь · e2 білий слон · b1 чорний слон · g1 чорний слон | a8 білий король · e8 чорний король · a7 чорний пішак · b7 чорний пішак · e7 білий пішак · a6 білий ферзь · b6 білий пішак · d6 чорний пішак · e6 білий пішак · f6 білий слон · g6 білий пішак · b5 білий пішак · c5 чорний пішак · h4 чорний кінь · g3 чорна тура · b2 білий кінь · e2 білий слон · b1 чорний слон · g1 чорний слон | a8 білий король · e8 чорний король · a7 чорний пішак · b7 чорний пішак · e7 білий пішак · a6 білий ферзь · b6 білий пішак · d6 чорний пішак · e6 білий пішак · f6 білий слон · g6 білий пішак · b5 білий пішак · c5 чорний пішак · h4 чорний кінь · g3 чорна тура · b2 білий кінь · e2 білий слон · b1 чорний слон · g1 чорний слон | a8 білий король · e8 чорний король · a7 чорний пішак · b7 чорний пішак · e7 білий пішак · a6 білий ферзь · b6 білий пішак · d6 чорний пішак · e6 білий пішак · f6 білий слон · g6 білий пішак · b5 білий пішак · c5 чорний пішак · h4 чорний кінь · g3 чорна тура · b2 білий кінь · e2 білий слон · b1 чорний слон · g1 чорний слон | a8 білий король · e8 чорний король · a7 чорний пішак · b7 чорний пішак · e7 білий пішак · a6 білий ферзь · b6 білий пішак · d6 чорний пішак · e6 білий пішак · f6 білий слон · g6 білий пішак · b5 білий пішак · c5 чорний пішак · h4 чорний кінь · g3 чорна тура · b2 білий кінь · e2 білий слон · b1 чорний слон · g1 чорний слон | 1 |
|   | a | b | c | d | e | f | g | h |   |

FEN: K3k3/pp2P3/QP1pPBP1/1Pp5/7n/6r1/1N2B3/1b4b1
1. Qa7? ~ 2. Qb8#, 1. ... Ra3!
1. Qb7? ~ 2. Qc8, Qb8, Qc6, Qd7#, 1. ... Be4!
1. Bh5! ~ 2. g7+   ~ 3. g8Q#
1. ... Rxg6 2. Qxa7! ~ 2. Qb8#
1. ... Bxg6 2. Qxb7! ~ 3. Qc8, Qb8, Qc6, Qd7#
- — - — - — -
1. ... Sxg6 2. Sc4 ~ 3. Sxd6#

Є два хибні сліди з загрозами мату чорному королю, аде хибні сліди спростовується зв'язуванням білого ферзя. В першому хибному сліді зв'язує тура, а в другому — слон. В рішенні виникає загроза просування пішака з оголошенням мату. Чорні захищаючись від загрози у варіантах захисту зв'язують свої фігури, в першому — туру, в другому — слона, в результаті виникають мати, які були загрозами в хибній грі.